# Aymar-Charles-Marie de Nicolaÿ
Aymar-Charles-Marie de Nicolaÿ, markýz de Goussainville (14. srpna 1747 v Paříži – 7. července 1794 tamtéž) byl francouzský úředník. Zastával funkci rádce v královské radě a prvního prezidenta účetní komory.

## Životopis
Jeho otcem byl Aymar Jean de Nicolaÿ, markýz de Goussainville, pán z Osny, první prezident Pařížské účetní komory.
Aymar-Charles-Marie svou kariéru začal v roce 1766 ve věku devatenácti let jako poradce pařížského parlamentu.
Dne 25. dubna 1768 byl jmenován jako nástupce prvního prezidenta Pařížské účetní komory po svém otci. Nahradil ho v úřadu v roce 1773, kdy jeho otec odstoupil.
Dne 18. prosince 1788 byl zvolen do druhého křesla Francouzské akademie, kde vystřídal markýze de Chastellux.
Proslulý svým řečnickým talentem byl v roce 1789 zvolen zástupcem pařížské šlechty do generálních stavů, ale volbu odmítl.
Dne 30. května 1789 ho Ludvík XVI. jmenoval kancléřem-strážcem pečetí královských řádů, a to až do zrušení řádu sv. Ducha v roce 1791.
Na podzim roku 1789 intervenoval u Ústavodárného shromáždění, aby dosáhl, že výsady jeho účetního dvora budou zachovány, ale nemohl zabránit jeho zrušení, stejně jako ostatních panovnických úřadů monarchie. Předsedal účetnímu dvoru až do jeho posledního zasedání dne 19. září 1791.
Byl posledním, kdo zastává úřad prvního prezidenta, který se v jeho rodině dědil po dvě století.
Poté odešel na svůj zámku Courances, ale vzhledem ke své blízkosti ke královské rodině se dostal pod dohled revolučních úřadů. Během teroru byl zatčen, odsouzen k trestu smrti jako nepřítel lidu a 7. července 1794 gilotinován.
Byl gilotinován několik dní po svém bratrovi Aymarovi Charlesovi Françoisovi de Nicolaÿ, prvním prezidentovi Velké rady, a po svém nejstarším synovi.
Žil v Château de Courances a v Paříži pobýval v Hôtel de Chaulnes na Place des Vosges.

### Manželství a potomci
V roce 1768 se oženil s Philippine Potier de Novion (1748–1820), mladší ze dvou dcer André IV. Potiera de Novion, markýze de Grignon, pána z Courances, prezidenta pařížského parlamentu. Přinesla věnem panství Courances. Toto panství po nich přešlo na nejmladšího z jejich synů Theodora. Z manželství vzešlo šesti dětí:
- Aymard Marie Léon de Nicolaÿ (Paříž, 10. července 1770 – 9. července 1794 tamtéž), gilotinován
- Aymardine de Nicolaÿ (Paříž, 23. května 1772 – Gaillac, 28. září 1806), provdaná v roce 1799 za Bernarda Charlese Louise Victora de Lostanges Béduer (1773-1812)
- Aymardine Aglaé de Nicolaÿ (Paříž, 8. listopadu 1773 – Toulouse, 7. března 1852), provdaná v roce 1800 za Maurice Jean de Villeneuve-Arifat (1767-1824)
- Aymard-François de Nicolaÿ, markýz de Goussainville (Paříž, 23. srpna 1777 – 14. ledna 1839 tamtéž), hrabě císařství (1811), komorník Napoleona I., pair, 1801 se oženil s Alexandrine Malon de Bercy, dědičkou Château de Bercy (1781–1808)
- Aymard Raymond de Nicolaÿ (Paříž, 24. ledna 1781 – 25. března 1842 tamtéž), baron císařství (1812), oženil se 1806 s Marií-Charlotte de Murat de Lestang (1788–1842), dámou de Montfort le Gesnois
- Aymard-Charles-Marie-Théodore de Nicolaÿ (Paříž, 31. července 1782 – Ženeva, 7. června 1871), pair (1814–1830), oženil se 1809 s Augustine de Lévis, spoludědičkou Château de Champs Marne (1788–1848)